# Horseshoe Bay
Horseshoe Bay és una ciutat a l'estat de Texas. Segons el cens del 2000 tenia 3.337 habitants.

## Demografia
Segons el cens del 2000, Horseshoe Bay tenia 3.337 habitants, 1.623 habitatges, i 1.186 famílies. La densitat de població era de 55,1 habitants per km².
Dels 1.623 habitatges en un 11,6% hi vivien nens de menys de 18 anys, en un 68,5% hi vivien parelles casades, en un 2,8% dones solteres, i en un 26,9% no eren unitats familiars. En el 24% dels habitatges hi vivien persones soles el 12,1% de les quals corresponia a persones de 65 anys o més que vivien soles. El nombre mitjà de persones vivint en cada habitatge era de 2,06 i el nombre mitjà de persones que vivien en cada família era de 2,37.
Per edats la població es repartia de la següent manera: un 10,6% tenia menys de 18 anys, un 3,4% entre 18 i 24, un 15% entre 25 i 44, un 36,2% de 45 a 60 i un 34,8% 65 anys o més.
L'edat mediana era de 58 anys. Per cada 100 dones de 18 o més anys hi havia 95,7 homes.
La renda mediana per habitatge era de 54.073 $ i la renda mediana per família de 65.324 $. Els homes tenien una renda mediana de 39.375 $ mentre que les dones 23.019 $. La renda per capita de la població era de 36.254 $. Aproximadament el 5,8% de les famílies i el 6,1% de la població estaven per davall del llindar de pobresa.

## Poblacions properes
El següent diagrama mostra les poblacions més properes.